# Rosine Lallement
Pour les articles homonymes, voir Lallement.
Rosine Lallement, née Beck en 1951, est une  astrophysicienne et directrice de recherches française. Elle travaille à l'Observatoire de Paris.

## Biographie
Elle entre à l'École normale supérieure de jeunes filles en 1971 puis enseigne durant huit ans la physique-chimie dans les classes de secondaire avant de se consacrer à la recherche. Après avoir passé sa thèse d’astrophysique, elle entre en 1986 au CNRS. Elle est ensuite directrice de recherches au Service d'aéronomie, devenu Laboratoire atmosphères, milieux, observations spatiales (LATMOS), où elle travaille sur l’interface entre le Soleil et son environnement gazeux galactique. Elle réalise avec des astronomes français et californiens, la cartographie en trois dimensions du morceau de Galaxie dans lequel se déplace le Soleil.
En 2012, alors qu'elle est membre du GEPI (Galaxies, étoiles, physique et instrumentation) lié à l’Observatoire de Paris, Rosine Lallement détecte le signal de la sonde américaine Voyager 1 qui aurait franchi l'héliopause, c'est-à-dire la frontière séparant l'héliosphère (région de l'espace sous l'influence du Soleil) du milieu interstellaire. En décembre 2012, elle obtient une bourse de l'Agence nationale de la recherche pour étudier la structure du milieu interstellaire local par inversion. Elle a collaboré avec l'Agence spatiale européenne et la NASA. Elle est membre de l'Union astronomique internationale et de l'Académie internationale d'astronautique.

## Vie privée
Elle est mariée à Jean-Loup Bertaux, également astronome, avec lequel elle a deux fils.

## Décorations
- Chevalier de la Légion d'honneur (2010)[1]
- Officier de l'ordre national du Mérite (2022)

## Récompenses
- 2003 : membre étrangère de l’Académie des sciences des États-Unis[4]
- 2004 : médaille d'argent du CNRS[5]
- 2016 : membre de l'Académie des sciences de Russie[6].
- 2021 : prix CNES-Astrophysique et sciences spatiales de l'Académie des sciences[7]